# Borriol

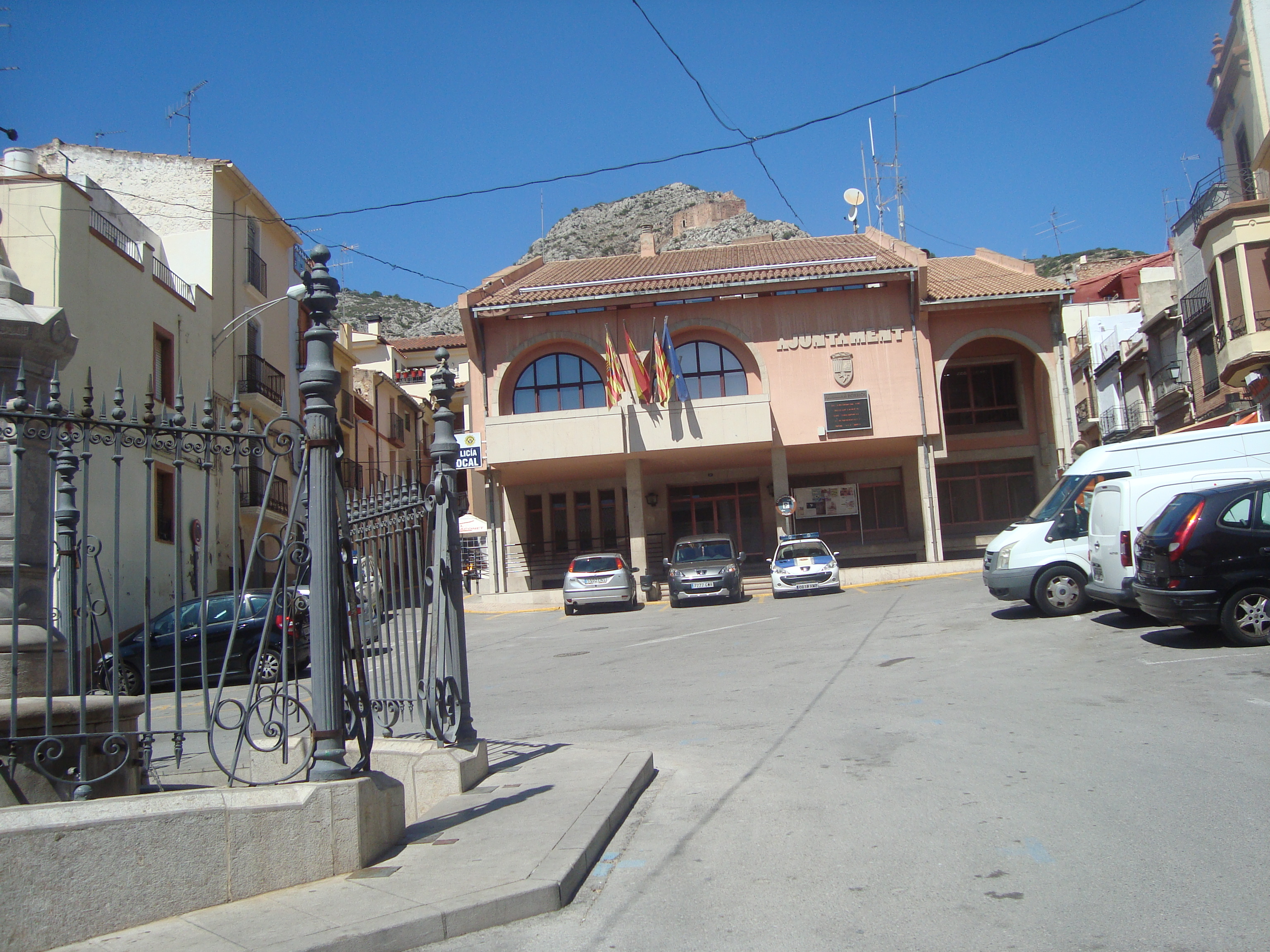
Ayuntamiento de Borriol (Castellón)

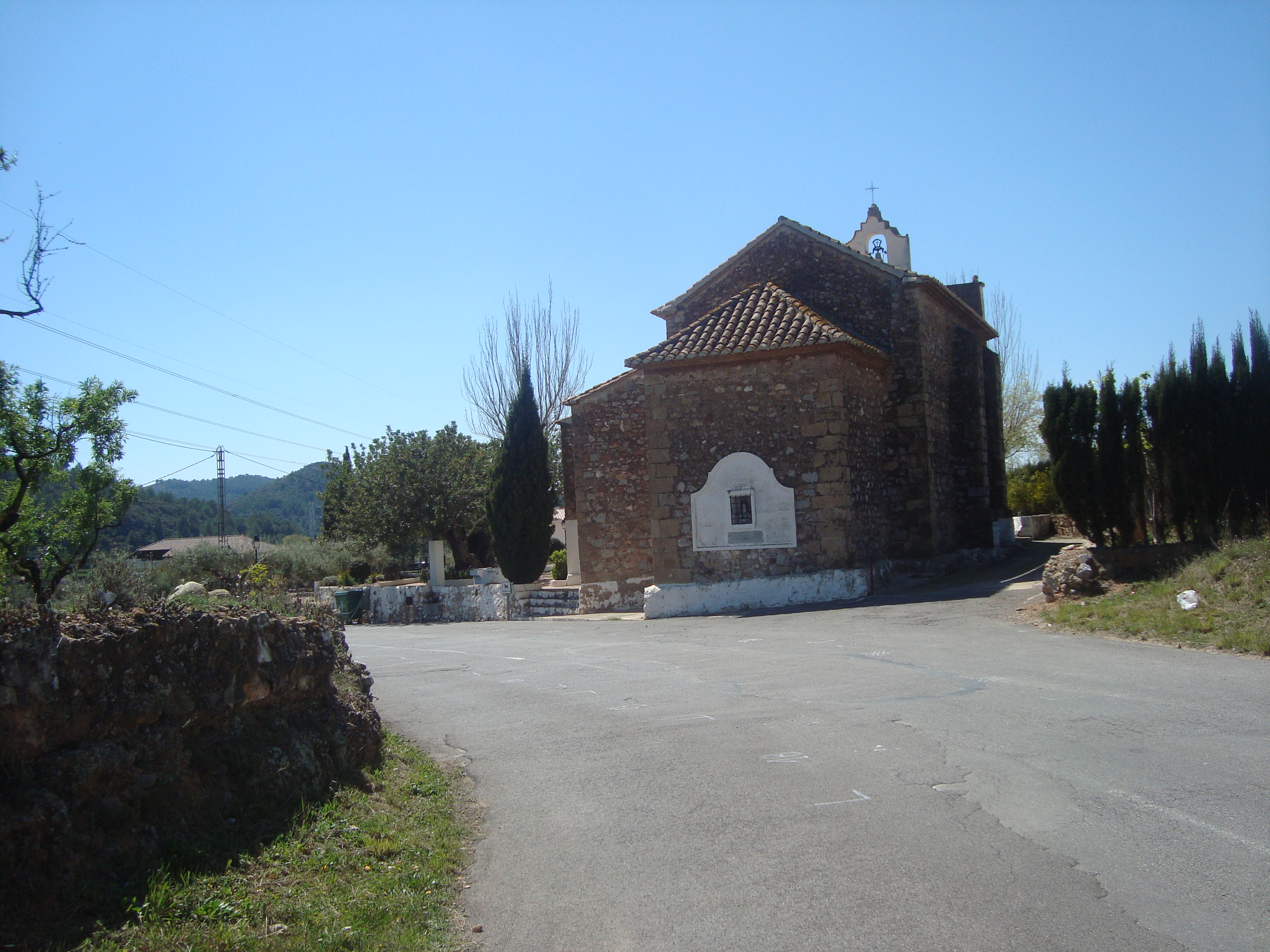
Ermita de Sant Vicent Ferrer i la Via Augusta (Borriol)

Borriol è un comune spagnolo di 3 812 abitanti situato nella comunità autonoma Valenciana.

## Altri progetti

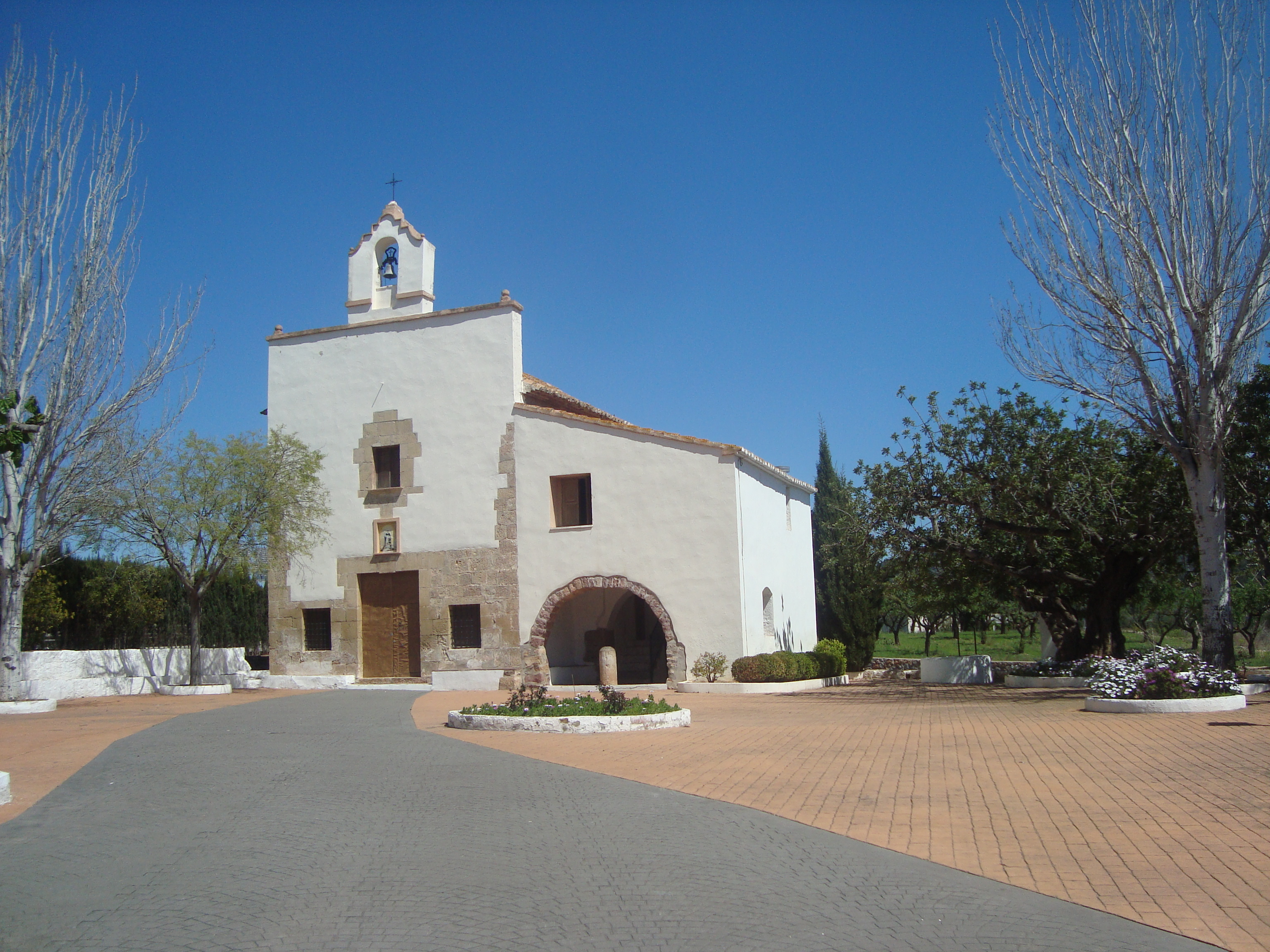
Ermita de Sant Vicent Ferrer de Borriol (Castelló)